# Mozzate
Mozzate is een gemeente in de Italiaanse provincie Como (regio Lombardije) en telt 7396 inwoners (31-12-2004). De oppervlakte bedraagt 10,4 km², de bevolkingsdichtheid is 687 inwoners per km².
De volgende frazioni maken deel uit van de gemeente: San Martino.

## Demografie
Mozzate telt ongeveer 2983 huishoudens. Het aantal inwoners steeg in de periode 1991-2001 met 8,5% volgens cijfers uit de tienjaarlijkse volkstellingen van ISTAT.
| Jaar | Inwoneraantal |
| ---- | ------------- |
| 1991 | 6335          |
| 2001 | 6874          |

## Geografie
De gemeente ligt op ongeveer 246 m boven zeeniveau.
Mozzate grenst aan de volgende gemeenten: Carbonate, Cislago (VA), Gorla Maggiore (VA), Gorla Minore (VA), Limido Comasco.